# Маденский, Эдуард
Эдуард Франц Маденский (нем. Eduard Franz Madenski; 20 сентября 1877, Вена — 15 сентября 1923) — австрийский контрабасист и музыкальный педагог.

## Биография
Представитель третьего поколения австрийских контрабасистов-виртуозов, ученик Франца Зимандля (в 1892—1898 гг.) и один из его преемников (с 1910 г.) в должности профессора контрабаса Венской консерватории; до этого учился игре на скрипке у Йозефа Максинчака.
С 1899 г. играл в оркестре Венской придворной оперы, с 1909 г. концертмейстер контрабасов в Венском филармоническом оркестре.
Игру Маденского высоко ценил Рихард Штраус, писавший о ней: «При такой игре контрабас не боится соперничества с виолончелью, напротив, в его звучании есть благородная мужественность, которой виолончели недостаёт». Маденский составил и опубликовал сборник наиболее важных фрагментов из партий контрабаса в сочинениях Штрауса (1910).
Наставник Ханса Фрибы, основателя румынской школы контрабаса Йозефа Пруннера и других заметных исполнителей. Автор музыкально-педагогического материала (нем. Instruktive Akkord- und Tonleiterstudien) и концертных миниатюр в позднеромантическом стиле.
Умер на пароходе, возвращаясь в Европу вместе с оркестром после латиноамериканских гастролей.